# Hagenbund
Hagenbund var en kunstnersammenslutning i Wien fra 1900 til Nazi-Tysklands anneksion af Østrig ("Anschluss") i 1938, hvor den blev opløst.
Sammenslutningens åbne udstillingspolitik muliggjorde deltagelse af kunstnere fra andre nationer og gav den betydelig indflydelse på både den indenlandske og centraleuropæiske kunstscene mellem 1900 og 1938. Ved at samle forskellige stilarter blev den en væsentlig forening for moderne kunst, der rakte ud over secessionisme og repræsenterede aktuelle tendenser mellem ekspressionisme og Neue Sachlichkeit.
| - Udstillingsbygning, plakat, bogudgivelse - Udstillingsbygning i Zedlitzgasse 6, 1010 Wien (rekonstruktion af en del af Zedlitzgasse markedshal af arkitekt Joseph Urban (en) - Plakat for udstilling med den tjekkiske maler Karel Špillar (en). Wien 1902 |